# Dichoniopsis
Dichoniopsis là một chi bướm đêm thuộc họ Noctuidae.